# Corineus
Corineus var enligt Geoffrey av Monmouth en landsflyktig härförare från Troja som slog sig ner i Cornwall.
Corineus bekämpade jättarna med deras ledare Gogmagog i spetsen och sedan han slutligen lyckades kasta honom i havet har inga jättar funnits i Britannien.